# 京都市立納所小学校
京都市立納所小学校（きょうとしりつ のうそしょうがっこう）は、京都府京都市伏見区納所妙徳寺にある公立小学校。

## 沿革
- 1873年（明治6年）8月1日 - 紀伊郡納所校として開校[1]
- 1887年（明治20年）7月1日 - 納所尋常小学校と改称。納所村、樋爪村、水垂村、大下津村を通学区域とする[1][2]。
- 1892年（明治25年）9月1日 - 乙訓郡淀村[注釈 1]（旧樋爪村、旧水垂村、旧大下津村）を分離[注釈 2]、通学区域が納所村のみとなる[1][2]。
- 1931年（昭和6年）
  - 3月 - 現校地に移転。永松学区の校舎を移転改築[1]
  - 4月1日 - 納所村の京都市編入により、京都市納所尋常小学校と改称[1][5]
- 1941年（昭和16年）4月1日 - 国民学校令により、京都市納所国民学校と改称[1]
- 1947年（昭和22年）4月1日 - 学制改革により京都市立納所小学校と改称[1]
- 1973年（昭和48年）10月1日 - 学校創立100周年記念式挙行[1]

## 卒業後の進路
卒業後は基本的に京都市立洛水中学校に進学する。

## 通学区域
納所小学校の通学区域は、京都市の元学区（学区）の納所学区に横大路学区の横大路松林を加えたものである。

### 通学区域が隣接している学校
- 京都市立明親小学校
- 京都市立横大路小学校
- 京都市立向島秀蓮小中学校
- 久御山町立御牧小学校

## 納所学区
納所学区（のうそがっく）は、京都市の学区（元学区）のひとつ。京都市伏見区に位置する。納所小学校の通学区域と概ね合致する、京都市の地域自治の単位となる地域区分である。

### 納所学区の沿革
近世の淀城下には、池上町、下津町、新町の城内3町と、納所町、大下津町、水垂町の城外3町の6町があった。この淀城下6町のうち紀伊郡・久世郡の淀藩領域は、廃藩置県により明治4年（1871年）7 - 11月の淀県を経て京都府に属した。
城外3町のひとつ納所町は、1889年（明治22年）10月に納所村と合併して紀伊郡納所村となり、旧納所町の区域が大字納所町、旧納所村の区域が大字納所村となった。このとき、城内3町（池上町、下津町、新町）により久世郡淀町（現在の淀本町・淀池上町・淀下津町・淀新町・淀川顔町・淀木津町にあたる。）、城外3町のうち、桂川右岸にある大下津町、水垂町は、もともと各々大下津村、水垂村の一部であったが、明治4年（1871年）に紀伊郡から乙訓郡へ転属、1878年（明治11年）には、水垂町が水垂村に、大下津町が大下津村に併合され、1889年（明治22年）10月に町村制施行により、水垂村、大下津村および水垂村に接する樋爪村が合併して、乙訓郡淀村が発足した。（現在の淀水垂町・淀大下津町・淀樋爪町にあたる。）
納所村は、1931年（昭和6年）に京都市に編入され、同校を通学区域とする納所学区となった。旧大字納所町の区域の町名が納所町、旧大字納所村の区域については納所を冠して小字名を付けた町名となった。
昭和16年（1941年）に国民学校令の施行により学区の根拠が失われ（京都市の学区そのものは昭和17年（1942年）に廃止）、昭和16年6月に国民学校の通学区域を単位とする町内会連合会が発足。納所国民学校の通学区域を単位として納所町内会連合会が設置され、戦後のポツダム政令による解体ののち、住民自治の単位である納所学区となった。
京都競馬場が位置する公称町の向島又兵衛・葭島渡場島町はかつての向島村で、1931年（昭和6年）に京都市に編入され、戦前の学区では向島学区に属したが、現在の学区（元学区）では納所学区に含まれる。

### 人口・世帯数
京都市内では、概ね元学区を単位として国勢統計区が設定されており、納所学区の区域に設定されている国勢統計区（伏見区第10国勢統計区）における令和2年（2020年）10月の人口・世帯数は5,541人、2,426世帯である。

### 地理
伏見区の南西部に位置する学区であり、北側は横大路学区、東側は向島南学区、南側は久世郡久御山町、西側は淀学区に接する。面積は1.691平方キロメートルであり、区域の西辺を桂川が横切る。

### 納所学区の通学区域
納所学区の通学区域は、現在全域について、小学校は京都市立納所小学校、中学校は京都市立洛水中学校となっている。

### 納所学区の町名
- 納所町
- 納所妙徳寺
- 納所南城堀
- 納所薬師堂
- 納所北城堀
- 納所星柳
- 納所和泉屋
- 納所中河原
- 納所岸ノ下
- 納所大野
- 納所下野
- 向島又兵衛
- 納所外島
- 葭島渡場島町

## 周辺
- 淀古城